# スピードウェイ BEST COLLECTION
SPEEDWAY BEST COLLECTIONは、東芝EMIによるベストコレクションシリーズのアルバムの一つ。
全収録曲がSPEEDWAYの楽曲によって構成されている。1992年8月26日発売。

## 収録曲
全編曲：SPEEDWAY(表記はスピードウェイ)
1. 夢まで翔んで ～DREAM AWAY～ (3:09)
作詞:青木高貴、作曲:木根尚登
デビューシングル
2. 眠りの森 (NEMURI NO MORI) (4:24)
作詞:影山美樹、作曲:木根尚登
3. JUST LOVE STORY (4:07) 
作詞:影山美樹、作曲:木根尚登
「眠りの森」のアウトロと接続する形で曲が始まる。
4. 神話 ～THE MYTH～ (4:21)
作詞:青木高貴、作曲:木根尚登
5. 今夜はゲーム ～MIDNIGHT GAME～ (3:50)
作詞:青木高貴、作曲:木根尚登
6. DANCING RIDER (4:33)
作詞・作曲:川内康範
7. ROCKIN' ON THE 月光仮面 (4:11)
作詞:川内康範、作曲:小川寛興
8. CAPTAIN AMERICA (5:01)
作詞:西条俊、作曲:木根尚登
9. MICHAEL (5:21)
作詞:西条俊、作曲:小室哲哉
10. ACT 810 (Instrumental) (1:54)
作曲:小室哲哉
11. SMILE AGAIN (ANYTIME YOU'RE MY LOVE) (4:39)
作詞:西条俊、作曲:小室哲哉
12. DREAMLIKE TALE (2:57)
作詞:西条俊、作曲:木根尚登
13. LOVE GOES ON (4:38)
作詞:西条俊、作曲:木根尚登
14. OH! MISTAKE (6:01)
作詞:西条俊、作曲:小室哲哉
15. CLOSE YOUR EYES (4:58)
作詞:西条俊、作曲:小室哲哉
16. WEEKEND LIFE (HOT SUMMER WEEK END) (3:47)
作詞:青木高貴・木根尚登、作曲:木根尚登
デビューシングルのc/w曲